# Torralba de los Frailes
Pour les articles homonymes, voir Torralba (homonymie).
Torralba de los Frailes est une commune d’Espagne, dans la province de Saragosse, communauté autonome d'Aragon comarque de Campo de Daroca.